# 切音字運動
切音字運動是1892年到1911年，發生於中國清朝末年的漢語拼音運動。此運動模仿並引進當時歐美及日本等國家的各種文字拼音方式，提出方案，有的主張廢除漢字改為拼音模式，有的提出拼寫漢字的發音符號，與中國東漢以來標註漢字發音的反切方式不同。

## 起源
自1892年起，從當時與歐美世界接觸較多的中國南部開始，出現許多漢字改革方案，有的以歐美標音的羅馬字，有的模仿日本借用漢字偏旁的假名文字，還有的以美國當時風行的速記文字等方式，簡化漢字。此運動由民間發起，其理念逐漸受到官方人士接受，1910年官方通過《統一國語辦法案》，決定制定漢字音標及統一國家語言。

## 各式的漢字拼音方案
切音字運動，依其創製方案，可分成西洋羅馬字的「拉丁系」，東洋日本的「假名系」，「速記系」。拉丁系主張以世界最通用的羅馬字為基礎；假名系則模仿日本平假名與片假名文字的作法，借用漢字偏旁創造聲符；速記系則是受到歐美速記符號的影響。

### 拉丁系
以直接借用拉丁羅馬字為符號，拼寫漢語的方法。第一位提出切音字方案的是福建同安人盧戇章（1854-1928），他稱呼自己創造的拼音字為「切音字」，是故「切音字運動」成為這波漢字改革運動的名稱。盧戇章創製的切音字，一開始是「拉丁系」，後來改成「假名系」。於1892年在廈門出版《一目了然初階》，以羅馬字為基礎制定字母55個。他於1895年7月至1896年2月，在《萬國公報》發表連續4篇的〈變通推原說〉，引起眾多迴響，許多方案也逐漸出現。:50-66
其他拉丁系的方案有，1906年朱文熊的《江蘇新字母》，1908年天津人劉孟揚的《音標字書》。

### 假名系
「假名系」模仿日語假名的作法，借用漢字偏旁創造聲符。第一位提出的是江蘇武進人吳敬恆，他在接觸了之前已有人發明的各式方案之後，在1896年創造了57個子音，18個母音的「豆芽字母」。
假名系影響最大的是河北寧河人王照的《官話合聲字母》:42-47。盧戇章1902年自當時日本殖民統治下的台灣返回中國大陸後，將他原本羅馬字的方案改成假名系:65-66。另外還有1903年浙江瑞安縣陳虬的「新字甌文七音鐸」，1904年李元勳的「代聲術」，黃虛白的「漢字音和簡易識字法」:59-60。1905年曾任知縣的浙江桐縣人勞乃宣的方案是「合聲簡字」，主要將王照的方案加以改良。1908年，章太炎在日本發行的《民報》第21號，1908年6月10日，發表〈駁中國用萬國新語說〉一文，文中發表他創造的36個「紐文」，22個「韻文」:61-62。

### 速記系
第一個速記派的方案是1896年福建龍溪蔡錫勇的《傳音快字》，同一年還有福建永泰人力捷三的《閩腔快字》，以及江蘇吳縣人沈學的《盛世元音》「天下公字」，廣東東莞人王炳耀的《拼音字譜》，:67-88另外1909年有劉世恩的《音韻記號》。:60

## 成果
此一運動促成清政府於1910年通過「統一國語辦法」，要制定書寫便利的音標，但卻因當年10月10日的辛亥革命，於次年改朝換代而中止，此工作由中華民國政府接力完成。中華民國教育部於1913制定並於1918年11月公布「注音字母」（1930年改稱「注音符號」）、以及1928年9月制訂的「國語羅馬字」（1940年改稱「譯音符號」）。